# Museo de Arte de Newark
El Museo de Arte de Newark (anteriormente conocido como el Museo de Newark), en Newark, condado de Essex, Nueva Jersey, Estados Unidos, es el museo más grande del estado. Posee importantes colecciones de arte estadounidense, artes decorativas, arte contemporáneo y artes de Asia, África, las Américas y el mundo antiguo. Sus colecciones de arte incluyen diversas obras de artistas estadounidenses y una colección de arte tibetano.

## Historia
El museo fue fundado en 1909 por el bibliotecario y reformador John Cotton Dana. Tal como lo describía el estatuto, el propósito era "fundar en Newark un museo para la recepción y exhibición de artículos de arte, ciencia, historia y tecnología, y para el fomento del estudio de las artes y ciencias". El núcleo del museo era una colección de grabados, sedas y porcelanas japonesas reunidas por un farmacéutico local.
Originalmente ubicado en el cuarto piso de la Biblioteca Pública de Newark, el museo se mudó a su propia estructura especialmente diseñada en la década de 1920 en Washington Park después de un regalo de Louis Bamberger. Fue diseñado por Jarvis Hunt, quien también diseñó la tienda insignia de Bamberger en Newark. Desde entonces, el museo se ha expandido varias veces, hacia el sur en la antigua YMCA de ladrillo rojo y hacia el norte en la Casa Ballantine de 1885, por medio de una renovación de cuatro años y 23 millones de dólares. En 1990, el museo se expandió hacia el oeste a un edificio ya existente. En ese momento, gran parte del museo, incluida la nueva adición, fue rediseñado por Michael Graves.
El museo contó con un minizoológico con pequeños animales durante unos veinte años, hasta agosto de 2010.
Para la seguridad de las obras de arte sensibles al clima, el museo cerró su entrada principal al público en 1997 para minimizar los efectos de los cambios de temperatura y humedad. Sin embargo, en febrero de 2018, luego de una extensa renovación y la construcción de una rampa para el acceso de discapacitados, se reabrieron las puertas delanteras.
El 6 de noviembre de 2019, el museo cambió su nombre a Mueso de Arte de Newark para resaltar el enfoque del museo en su colección de arte, que ocupó el puesto 12 en el país.

## Colecciones
Sus colecciones de arte estadounidense incluyen obras de Hiram Powers, Thomas Cole, John Singer Sargent, Albert Bierstadt, Frederick Church, Childe Hassam, Mary Cassatt, Edward Hopper, Georgia O'Keeffe, Joseph Stella, Tony Smith y Frank Stella.
Las galerías de arte tibetano del Museo están consideradas entre las mejores del mundo. La colección fue comprada a misioneros cristianos a principios del siglo XX. Las galerías tibetanas tienen un altar budista in situ que el Dalai Lama ha consagrado. Además de sus extensas colecciones de arte, sus colecciones están dedicadas a las ciencias naturales. Incluye el Planetario Dreyfuss y el Victoria Hall of Science, que destaca selecciones de la Colección de Ciencias Naturales de 70 000 especímenes del museo. El jardín conmemorativo de Alice Ransom Dreyfuss, ubicado detrás del edificio, alberga numerosas obras de escultura contemporánea y es el escenario de programas comunitarios, conciertos y actuaciones. El jardín también alberga una antigua escuela de piedra de 1784 y el Museo de Bomberos de Newark.

### La Casa Ballantine

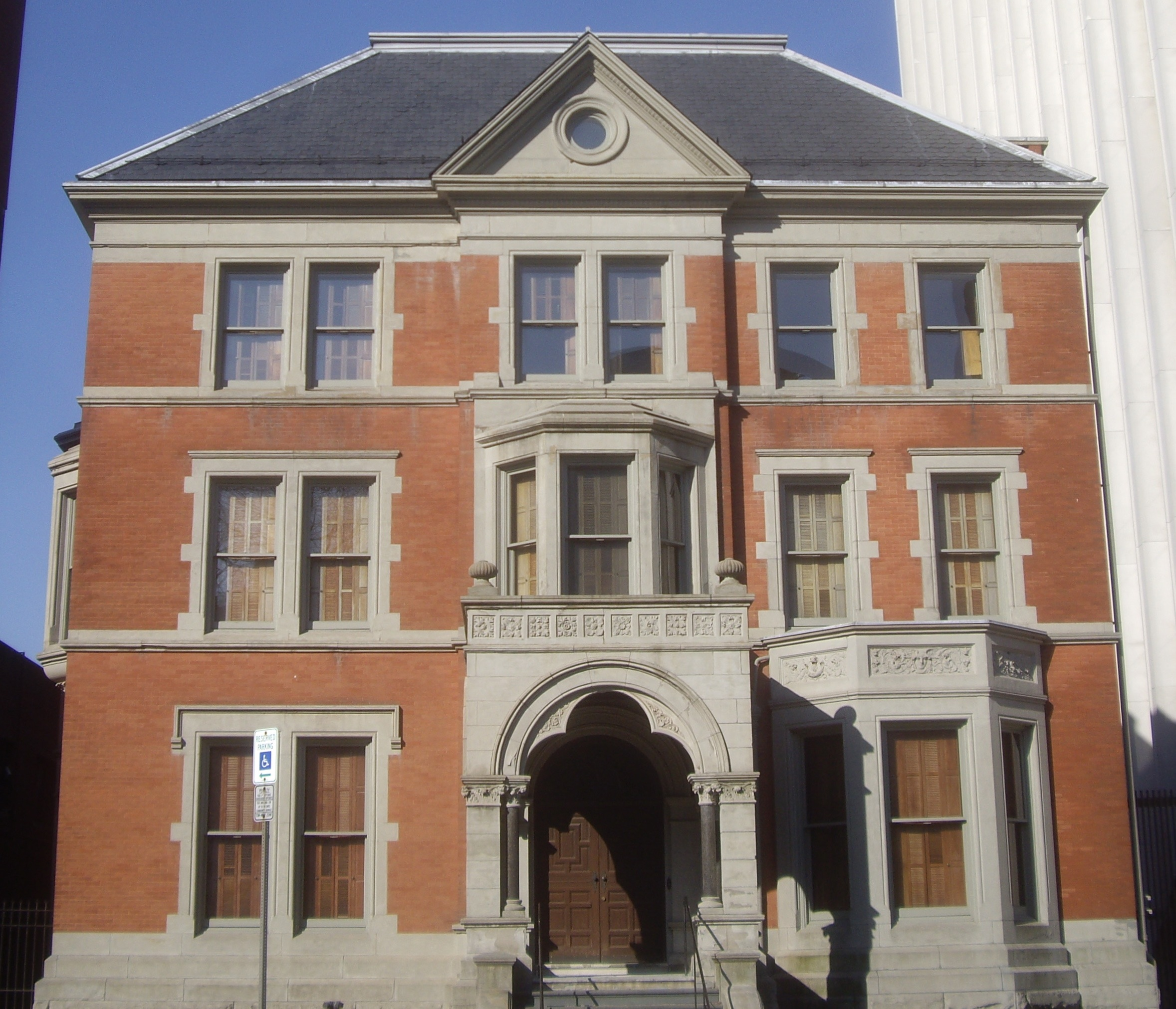
La Casa John Ballantine, de estilo victoriano

La Casa John Ballantine es una residencia de estilo victoriano conservada y restaurada, diseñada por el arquitecto George Edward Harney y construida en 1885. Era el hogar de John Holme Ballantine, su esposa, Jeannette, y sus hijos, John, Robert, Alice y Percy. Ballantine era dueño y dirigía una cervecería en el barrio de Ironbound. La casa tenía originalmente veintisiete habitaciones y tres plantas. En 1937, el Museo de Newark la compró y desde entonces la ha restaurado para que sirva como galería para las extensas colecciones de artes decorativas.